# Elatostema sylvanum
Elatostema sylvanum är en nässelväxtart som beskrevs av Henry Nicholas Ridley. Elatostema sylvanum ingår i släktet Elatostema och familjen nässelväxter. Inga underarter finns listade i Catalogue of Life.